# Jsem tak trochu country
Jsem tak trochu country (v anglickém originále I'm a Little Bit Country) je čtvrtý díl sedmé řady amerického animovaného televizního seriálu Městečko South Park. 

## Děj
Stan, Kyle, Kenny a Cartman se připojí k demonstantům, kteří bojují proti válce v Iráku. Demonstrace město rozdělí na dva tábory. Mezitím se Cartman pokouší dostat pomocí různých retrospektiv do minulosti a zjistit něco více o chování Otců zakladatelů.

## Zajímavosti
- Tento díl je 100. díl seriálu